# Gare de Villiers-le-Bel - Gonesse - Arnouville
Gare de Villiers-le-Bel - Gonesse - Arnouville vasútállomás és RER állomás Franciaországban, Arnouville-lès-Gonesse településen.

## Vasútvonalak
Az állomást az alábbi vasútvonalak érintik:
- Párizs-Lille-vasútvonal

## Kapcsolódó állomások
A vasútállomáshoz az alábbi állomások vannak a legközelebb:
- Gare de Garges - Sarcelles (Gare de Melun, D RER-vonal)
- Gare de Goussainville (Gare de Creil, D RER-vonal)

## Lásd még
- Franciaország vasútállomásainak listája
- A RER állomásainak listája